# Ornithozozy
Ornithozozy is een muziekalbum van de Belgische avant garde rockgroep Fukkeduk, dat in 1994 verscheen. Het is het enige album van deze kortstondige groep.
Het album werd opgenomen in het Kunstencentrum Vooruit in Gent.

## Tracks
1. "Louis CXIV" - 4:36
2. "Wrong Country" - 3:18
3. "Cochonet" - 1:46
4. "Ortekè!" - 5:58
5. "Lulu de l'Odeur de Bibi" - 5:42
6. "L'homme qui rêvait de mettre la Lune dans sa Poche" - 4:29
7. "Si vous êtes Alfred Schlicks, then I have to be Julius Meinl" - 2:53
8. "Brauchen Sie noch ein bisschen Sand?" - 5:26
9. "Chico" - 5:02
10. "Fnuk" - 5:24
11. "Suck" - 6:10
12. "Treponema" - 3:30

## Bezetting
- Tom De Wulf: drums, percussie
- Frank Ghysels: elektrische gitaar, versterker
- Jan Kuijken: elektrische en akoestische cello
- Bart Maris: Bugel en trompet
- Kristof Roseeuw: bas, contrabas, fluitje, zingende zaag
- Nicolas Roseeuw: saxofoon, fluitje
- Rik Verstrepen: viool, fluit

Enkele muzikanten speelden als gast mee:
- Paul Klinck: viool
- Nick Didkovsky: gitaar